# Franz Xaver Gruber
Franz Xaver Gruber (Unterweitzberg, municipi de Hochburg-Ach, Àustria, 25 de novembre de 1787 - Hallein, Àustria, 7 de juny de 1863), fou el compositor de la famosa nadala Santa nit. Era mestre d'escola i organista a l'església de Sant Nicolau, a Oberndorf, població propera a Salzburg, on es va compondre i estrenar la cançó.